# Марселињо Машадо
Марселињо Машадо (порт. Marcelinho Machado; Рио де Жанеиро, 12. април 1975) је бивши бразилски кошаркаш. Последњи клуб за који је играо био је Фламенго.